# Astropecten caribemexicanensis
Astropecten caribemexicanensis är en sjöstjärneart som beskrevs av Caso 1990. Astropecten caribemexicanensis ingår i släktet Astropecten och familjen kamsjöstjärnor. Inga underarter finns listade i Catalogue of Life.